# Jens Milbradt
Jens Milbradt (* 29. April 1969 in der DDR) ist ein ehemaliger deutscher Turner und seit 2013 DTB-Bundestrainer Nachwuchs. Jens Milbradt startete für den SV Halle. Er war DDR-Meister am Pauschenpferd und Vize-Weltmeister mit der DDR-Turnriege 1989 sowie 1990 zweifacher Vize-Europameister (Pferd, Ringe). 1992 war er Mitglied der bundesdeutschen Turnriege bei der Einzel-WM 1992 und 1993 als Ersatzturner für die  Turn-Weltmeisterschaften in Birmingham nominiert. 1994 beendete er seine aktive Turnerkarriere. Er ist der Sohn des dreifachen DDR-Turnmeisters und ersten Turn-Bundestrainers des wiedervereinigten Deutschlands, Klaus Milbradt (1940–2007). Jens Milbradt hat eine 2005 geborene Tochter.